# Österreichischer Ruderverband
Der Österreichische Ruderverband (ÖRV) ist der Dachverband, unter dem die österreichischen Landesruderverbände zusammengefasst werden.

## Aufgabe
Der ÖRV ist zuständig für die Organisation des österreichischen Rudersports, dessen Veranstaltungen und internationalen Aktivitäten. Des Weiteren legt er das Regelwerk mit Hilfe der „Ruderwettfahrtbestimmungen“ (RWB) fest. Mit Hilfe eines mehrteiligen Auswahlsystems werden Ruderer bzw. Boote für die internationale Beschickung gebildet und nominiert.
Weitere Bereiche des ÖRV sind das Mastersrudern, Universitätsrudern, verschiedene Wanderfahrten sowie das 2010 gestartete Projekt „Rudern mit Handicaps“, welches das Adaptive Rowing in Österreich fördern soll.

## Struktur & Infrastruktur
2013 wurde der ehemalige Rennruderer Horst Nussbaumer Präsident des ÖRV. Dieser wird unterstützt von drei Vizepräsidenten und mehreren administrativen Organen auf Bundes- und Landesebene.
Im Oktober 2012 wurde der dänische Trainer Carsten Hassing erfolgreich als Nationaltrainer zum ÖRV geholt und übernimmt ab nun die Rolle eines „Trainer-Trainers“. Er soll zunächst den Stützpunkttrainern sowie Bereichsleitern bei ihrer Arbeit behilflich sein und beratend zur Seite stehen.
Für die Durchführung von Veranstaltungen gibt es eine größere Anzahl weiterer administrativer Organe, die für die Durchführung der einzelnen Aufgaben zuständig sind.
Der ÖRV besitzt österreichweit drei Leistungszentren. Eines in Völkermarkt, welches jedes Jahr auch vom dänischen Nationalteam besucht wird. Ein weiteres befindet sich in Wien, welches 1991 im Zuge der WM errichtet wurde. Das dritte Leistungszentrum befindet sich an der Regattastrecke in Linz-Ottensheim, auf welcher bereits mehrere Male internationale Bewerbe ausgetragen wurden und 2019 die Ruder-Weltmeisterschaften stattfinden. Jedem der 3 Stützpunkte ist ein eigener Stützpunkttrainer zugeordnet.

## Geschichte
Das moderne Rudern fand seinen Einzug in Österreich in den 1860er Jahren, als junge Englandreisende diese Idee nach Hause brachten und so den Grundstein für den österreichischen Rudersport legten. Begonnen hat es auf den Wiener Donauauen, die infolgedessen als die „Wiege des Rudersports“ bezeichnet wurden. Mit der Zeit wuchs auch die Anzahl der Ausübenden, und so wurde 1863 der erste österreichische Ruderverein, der „1. Wiener Ruderclub LIA“ gegründet. In den ersten Jahren konzentrierte sich der Verein auf die Materialbeschaffung und das Erlernen der Technik. Als die Fundamente für ein ordentliches Ausüben geschaffen wurden, zeigte sich auch erstes Interesse an der Durchführung von Rennen, und so kam es erstmals im Jahre 1868 zur Durchführung eines organisierten Rennens. Rudern wurde immer populärer, und so kam es dazu, dass in den 1870er Jahren auch andernorts in Österreich Rudervereine gegründet wurden, u. a. in Linz, Klagenfurt am Wörthersee und Stein. Bald gab es auch die erste internationale Teilnahme in Budapest. Als auch erste österreichische Regatten veranstaltet wurden, wurde schnell klar, dass die Arbeit ohne ein einheitliches Regelwerk nur schwer durchführbar ist. Daher wurde 1874 das „Wiener Regatta-Comitee“, später in „Wiener Regatta-Verein“ umbenannt, gegründet. Kurz darauf wurde auch der „Kärntner Regatta-Verein“ gegründet. Mithilfe dieser Verbände konnten einheitliche Bestimmungen festgelegt werden, wodurch zukünftige Regatten deutlich organisierter stattfinden konnten.
1882 war der Wiener Regatta-Verein auch bei einem deutschen Ruderkongress vertreten, bei dem sich jedoch derart große Meinungsverschiedenheiten entwickelten, dass der Wiener Regatta-Verein dem DRV nicht beitreten wollte, bzw. wieder austrat. So kam es dazu, dass im Jahre 1891, nach langjährigen Bemühungen, der Österreichische Ruderverband in Wien gegründet wurde. 15 Vereine waren damals im ÖRV vertreten. Am 25. Juni 1892 wurde die Weltruderorganisation FISA gegründet. Österreich zählte zu den Gründungsmitgliedern. Bei den Olympischen Spielen 1900 in Stockholm wurde auch Rudern in das olympische Programm aufgenommen. Erster österreichischer Teilnehmer war Alfred Heinrich vom WRC Pirat. In den Kriegsjahren wurde die Rudertätigkeit in Österreich unterbrochen. Viele Bootshäuser wurden vom Militär zu Versorgungszwecken in Anspruch genommen und in desolatem Zustand zurückgelassen. Da viele Ruderer zum Kriegsdienst einrücken mussten, gab es praktisch keinen Ruderbetrieb mehr.
Als am Weltkrieg schuldige Länder wurden Österreich und Deutschland 1920 aus der FISA ausgeschlossen, und so war es auch nicht mehr möglich, an den von der FISA organisierten Regatten teilzunehmen. Auch zu den Olympischen Spielen 1920 wurden diese beiden Länder nicht eingeladen. Erst im Jahre 1934 konnte Österreich der FISA wieder beitreten. Trotz der schwierigen Verhältnisse florierte der Rudersport mehr und mehr. Weitere Vereine wurden gegründet und immer mehr Aktive beteiligten sich am Geschehen.
Der Anschluss Österreichs an Deutschland brachte dem Rudersport frischen Aufwind. Wichtige finanzielle Mittel wurden zur Verfügung gestellt und auch das Frauenrudern wurde zu einem immer wichtigeren Bestandteil. Mitgliedszahlen stiegen rapide an, ebenso wie die Regattateilnahmen. Durch die Eingliederung in den DRV schied der ÖRV erneut aus der FISA aus. Erst 1947 wurde der ÖRV zum nunmehr dritten Mal in die FISA aufgenommen.
Frauenrudern, nun Bestandteil des Rudersports, wurde 1955 erstmals in die Österreichische Meisterschaft eingegliedert. Für Männer gab es diese bereits seit 1921. 1958 folgten auch die Meisterschaften der Juniorinnen und Junioren.
1962 wurden erstmals die Weltmeisterschaften für Männer ausgetragen, ab 1974 auch für die Frauen. Ab 1976 war Frauenrudern olympisch. Ursprünglich war die offizielle Distanz für Frauen nur 1.000 m. Ab 1985 galten die gleichen Bedingungen wie für die Männer, und so traten ab damals auch Frauen über 2.000 m gegeneinander an. 1970 fanden die ersten Junioren-Weltmeisterschaften im Rudern in Ioannina, Griechenland über eine Distanz von 1.500 m statt. Ab dem Jahre 1988 galten aber auch hier 2.000 m als offizielle Distanz. Mit der zunehmenden Organisation auf internationaler Ebene wurde auch das Rudergeschehen in Österreich immer moderner. Das Trainingsniveau wurde weiter angehoben und konnte mit dem vorhandenen Material, das sich im Laufe der Jahre stets verbesserte, immer professioneller umgesetzt werden.
Vor allem die 1980er und 1990er Jahre waren für Österreich eine erfolgreiche Zeit im Rudern. Mehrere Podestplätze, vereinzelt auch Goldmedaillen, konnten von den österreichischen Ruderern bei Weltmeisterschaften errungen werden. 1992 winkte sogar olympisches Silber durch Jonke/Zerbst im schweren Doppelzweier der Männer. Zuletzt war dies 1960 in Rom der Fall.
Ein weiteres mehrfach erfolgreiches Duo waren die Ruderer Christoph Schmölzer und Walter Rantasa. Gemeinsam holten sie bei Weltmeisterschaften der Jahre 1989–1995 viermal Gold, zweimal Silber und einmal Bronze. Sie ruderten gemeinsam im leichten Doppelzweier und auch drei Jahre lang im leichten Doppelvierer.
An die Erfolge aus den 1980er und 1990er Jahren konnte der ÖRV in den 2000er Jahren nicht mehr anschließen. Jedoch gab es trotzdem einige A-Final-Platzierungen bei internationalen Bewerben sowie zwei Weltcup-Siege 2012 durch Michaela Taupe-Traer.
Bei den Olympischen Spielen 2012 geht der ÖRV zum zweiten Mal leer aus. Nach dem Debakel bei den Ruder-Weltmeisterschaften 2011 in Bled konnte sich keines der Boote bei der Restquotenregatta am Rotsee in Luzern qualifizieren.
Vorerst schon als gescheitert betrachtet, wendete sich das Jahr noch einmal zum Guten. Bei der U23-WM im litauischen Trakai gab es gleich zweimal Gold durch Sieber/Sieber im leichten Doppelzweier der Männer sowie durch Lobnig/Farthofer im schweren Doppelzweier der Frauen. Bei der A-WM im bulgarischen Plowdiw konnte Michaela Taupe-Traer das Blatt erneut wenden und holte Silber im leichten Einer.

## Ruderveranstaltungen
- Vienna Nightrow